# Union sportive de Ben Guerdane
O Union sportive de Ben Guerdane (em árabe: الاتحاد الرياضي ببنقردان) é um clube de futebol da Tunísia, da cidade de Ben Gardane. Suas cores são amarelo e preto.

## História
O clube foi fundado em 1936. É uma das equipes mais vitoriosas do futebol Tunísiano.

## Honras e conquistas
| National |
| - Tunisian Cup (0) : - Finalist : 2016–2017 - Semi-finalist : 2021–2022 - CLP-2 (1) - Winners : 2014–2015 - CLP-3 (2) - Winners : 1963–1964, 2007–2008 - CLP-4 (2) - Winners : 1987–1988, 2006–2007 - CLP-5 (1) - Winners : 2002–2003 - Coupe de la Ligue amateur Promosport (1) - Winners : 2006–2007 |

## Desempenho na Liga
| 2016  | 2017 | 2018  | 2019 | 2020 | 2021 | 2022 | 2023 |
| ----- | ---- | ----- | ---- | ---- | ---- | ---- | ---- |
| 11°GD | 6°GA | 12°GD | 4°GA | 7°   | 3°GA | 6°GA | 5°GA |

- GD : grupo de despromoção da liga
- GA : Grupo A

## Participações na CAF

### Copa das Confederações da CAF
- 2018: Rodada Play-off
- 2019–20: Rodada Play-off
- 2021–22: Rodada Play-off

## Lista de treinadores
| País     | Nome                                                                | Período   |
| -------- | ------------------------------------------------------------------- | --------- |
| Bulgária | Michel Soukodrov                                                    | 1987-1988 |
| Tunísia  | Fethi Grissiâa                                                      | 1988-1989 |
| Tunísia  | Rachid Daoud, Meftah Chendoul puis Slaheddine Sebti                 | 1989-1990 |
| Tunísia  | Michel Soukodrov puis Fethi Grissiâa                                | 1990-1991 |
| Tunísia  | Habib Trabelsi                                                      | 1991-1992 |
| Tunísia  | Mohamed Henchiri, Hamadi Guetat puis Thamer Koskossi                | 1992-1993 |
| Tunísia  | Thamer Koskossi puis Béchir Hajri                                   | 1993-1994 |
| Tunísia  | Naceur Nefzi puis Nizar Khanfir                                     | 1994-1995 |
| Tunísia  | Fethi Grissiâa, Kamel Boughzala puis Nizar Khanfir                  | 1995-1996 |
| Tunísia  | Ali Chabbouh puis Hédi Kouni                                        | 1996-1997 |
| -        | Stefanovic Dietscha, Mohamed Hédi Gharbi puis Kamel Boughzala       | 1997-1998 |
| Tunísia  | Fethi Grissiâa, Lotfi Sebti, Hédi Kouni puis Fethi Grissiâa         | 1998-1999 |
| Tunísia  | Fakher Trigui puis Abderraouf Merzougui                             | 1999-2000 |
| Tunísia  | Ali Nabli, Mohamed Sraïeb, Abderraouf Merzougui puis Fethi Grissiâa | 2000-2001 |
| Tunísia  | Fethi Grissiâa                                                      | 2001-2002 |
| Tunísia  | Slaheddine Sebti                                                    | 2002-2003 |
| Tunísia  | Lotfi Sebti puis Abderraouf Merzougui                               | 2003-2004 |
| Tunísia  | Slaheddine Sebti, Mohamed Naji puis Fakher Trigui                   | 2004-2005 |
| Tunísia  | Mustapha Louhichi puis Lotfi Sebti                                  | 2005-2006 |
| Tunísia  | Abdelkrim Néji                                                      | 2006-2007 |

| Pays    | Nom                                                                                    | Période   |
| ------- | -------------------------------------------------------------------------------------- | --------- |
| Tunísia | Lotfi Sebti puis Abderraouf Marzougui                                                  | 2007-2008 |
| Tunísia | Faouzi Rouissi, Slaheddine Sebti puis Lotfi Sebti                                      | 2008-2009 |
| Tunísia | Lotfi Sebti puis Hakim Aoun                                                            | 2009-2010 |
| Tunísia | Fethi Hadj Ismaïl, Mohamed Azaïez, Hakim Aoun puis Lassâad Chafroud                    | 2010-2011 |
| Tunísia | Adel Latreche, Abdellatif Zemzem, Hmaid Romdhana puis Ezzedine Khemila                 | 2011-2012 |
| Tunísia | Ezzedine Khemila, Abdelkader Ben Hassen, Lotfi Sebti, Hakim Aoun puis Ezzedine Khemila | 2012-2013 |
| Tunísia | Ahmed Labiodh, Lassaad Maamar puis Abdallah Slimani                                    | 2013-2014 |
| Tunísia | Lotfi Sebti                                                                            | 2014-2015 |
| Tunísia | Sofiene Hidoussi puis Chokri Khatoui                                                   | 2015-2016 |
| Tunísia | Chokri Khatoui                                                                         | 2016-2017 |
| Tunísia | Hakim Aoun, Sofiene Hidoussi puis Samir Sellimi                                        | 2017-2018 |
| Tunísia | Anis Boujelbene, Khaled Ben Sassi, Nidhal Khiari puis Chokri Khatoui                   | 2018-2019 |
| Tunísia | Chokri Khatoui puis Tarek Thabet                                                       | 2019-2020 |
| Tunísia | Tarek Thabet, Nidhal Khiari, Ramzi Jarmoud, Hassen Gabsi puis Kamel Zaiem              | 2020-2021 |
| Tunísia | Ridha Jeddi, Kamel Zaiem, Hassen Gabsi, Aymen Chouat, Hakim Aoun puis Nidhal Khiari    | 2021-2022 |
| Tunísia | Chaker Meftah puis Nidhal Khiari                                                       | 2022-2023 |
| Tunísia | Chiheb Ellili                                                                          | 2023      |
| Tunísia | Hakim Aoun                                                                             | 2023      |
| Tunísia | Ramzi Jarmoud                                                                          | 2023-     |